# Вануатский катран
Squalus rancureli — вид рода колючих акул семейства катрановых акул отряда катранообразных. Обитает в западной части Тихого океана. Встречается на глубине до 400 м. Максимальный зарегистрированный размер 77 см. Размножается яйцеживорождением. Не является объектом коммерческого промысла.

## Таксономия
Впервые научно вид описан в 1979 году. Голотип представляет собой взрослого самца длиной 74 см, пойманного у берегов Вануату (17°30' ю.ш. и 167°30' в.д.).

## Ареал
Вануатские катраны обитают в юго-западной части Тихого океана у побережья Вануату. Эти акулы встречаются на островном склоне на глубине от 320 до 400 м.

## Описание
Максимальный зарегистрированный размер составляет 77 см. Тело стройное и удлинённое. Рыло изогнуто в виде параболы, узкое и очень длинное. Ноздри обрамлены кожными складками. Расстояние от кончика рыла до рта в 2 раза больше ширины рта. Расстояние от кончика рыла до глаз в 2 раза превышает их длину. Крупные овальные глаза вытянуты по горизонтали. Позади глаз имеются брызгальца.  Глаза расположены ближе к первым жаберным щелям, чем к кончику рыла. У основания спинных плавников расположены шипы. Первый спинной плавник крупнее второго. Первый спинной плавник сдвинут вперёд и расположен ближе к грудным, чем к брюшным плавникам. Шип у основания второго спинного плавника превышает высоту плавника и составляет 5% от общей длины. Грудные плавники имеют серповидную форму, их кончики узко закруглены. Хвостовой плавник длинный и узкий, асимметричный, выемка у края более длинной верхней лопасти отсутствует. На хвостовом стебле имеется ярко выраженная прекаудальная выемка. Анальный плавник отсутствует.

## Биология
Эти акулы размножаются, вероятно, яйцеживорождением. В помёте до 3 новорожденных.

## Взаимодействие с человеком
Вид не является объектом целевого рыбного промысла. В качестве прилова может попадаться в коммерческие сети.  Международный союз охраны природы присвоил этому виду статус сохранности «Вызывающий наименьшие опасения». 